# Casinos (kommunhuvudort)
Casinos är en kommunhuvudort i Spanien.   Den ligger i provinsen Província de València och regionen Valencia, i den östra delen av landet, 270 km öster om huvudstaden Madrid. Casinos ligger 300 meter över havet och antalet invånare är 2 382.
Terrängen runt Casinos är kuperad norrut, men söderut är den platt.Runt Casinos är det ganska tätbefolkat, med 70 invånare per kvadratkilometer. Närmaste större samhälle är Llíria, 11,8 km sydost om Casinos. Trakten runt Casinos består till största delen av jordbruksmark.